# Melvyn Douglas
Melvyn Douglas (Macon, Georgia, 1901. április 5. – New York, 1981. augusztus 4.) kétszeres Oscar-díjas, Golden Globe-díjas és Emmy-díjas amerikai színész.

## Életpályája
Szülei: Lena Priscilla és Edouard Gregory Hesselberg voltak. Az első világháborúban az USA hadseregében szolgált. Színiiskolát végzett, majd New Yorkban lépett színpadra. 1931-től filmezett. Az 1930-as, 1940-es évek népszerű sztárja volt. A második világháború alatt először rendezőként dolgozott, majd ismét az USA hadseregében szolgált, mint őrnagy. 1951-ben visszatért a színházhoz, majd mintegy 10 éves szünet után (1951–1962) állt ismét kamera elé. 1960-ban csillagot kapott a Hollywood Walk of Fame-en.

### Munkássága
Természetes könnyedségével, száraz humorával főként mai (1971) témájú történetekben, vígjátékokban aratott sikert. 1932-ben Boris Karloff, Charles Laughton partnere volt Az öreg sötét ház című filmben. Greta Garbo utolsó filmjében, A kétarcú nőben (1941) partnereként szerepelt. 1948-ban tért vissza a filmezéshez, a Mr. Blandings felépíti álmai házát című filmmel. 1963-ban készült a Hud című film, amellyel Oscar-díjat nyert. 1970-ben a Sohasem énekeltem apámnak című filmjéért Oscar-díjra jelölték. 1979-ben kapta meg a második Oscar-díjat, az Isten hozta, Mr… című filmben nyújtott alakításáért. Az 1981-ben készült Szellemjárás volt utolsó filmje.

## Magánélete
1925–1930 között Rosalind Hightower volt a felesége. 1931–1980 között Helen Gahagan (1900–1980) amerikai színésznő volt a párja. Egy fiuk és egy lányuk született: Peter (1933) és Mary Helen (1938).

## Filmjei
- Ma este vagy soha (Tonight or Never) (1931)
- Az öreg sötét ház (1932)
- Nagana (1933)
- Jogtanácsos (Counsellor at Law) (1933)
- Veszélyes sarok (Dangerous Corner) (1934)
- Annie Oakley (1935)
- A nép ellensége (The People's Enemy) (1935)
- Theodora megvadul (Theodora Goes Wild) (1936)
- A bátrak kapitánya (1937)
- Angyal (1937)
- Párizsban szerettem beléd (I Met Him in Paris) (1937)
- A bűbáj asszonya (Women of Glamour) (1937)
- A kísértés órája (The Shining Hour,1938)
- Arséne Lupin visszatér (Arsène Lupin Returns) (1938)
- A játékfeleség (The Toy Wife) (1938)
- Az a bizonyos életkor (That Certain Age) (1938)
- Kislány - Nagy kaland (1939)
- Ninocska (1939)
- Túl sok férj (Too Many Husbands) (1940)
- Harmadik ujj, bal kéz (1940)
- Mindennek a férj az oka (1940)
- Imádlak, de elválok (1941)
- A szerető két arca (1941)
- A kétarcú nő (1941)
- Táncolni voltunk (We Were Dancing) (1942)
- Három szív Júliáért (Three Hearts for Julia) (1943)
- Fűtenger (1947)
- Janet Ames vétke (The Guilt of Janet Ames) (1947)
- Mr. Blandings felépíti álmai házát (1948)
- Egy asszony titka (A Woman's Secret) (1949)
- A nagy bűnös (The Great Sinner) (1949)
- Az én eltitkolt múltam (My Forbidden Past) (1951)
- The Alcoa Hour (1955–1956)
- The United States Steel Hour (1957–1958)
- Playhouse 90 (1957–1959)
- Billy Budd (1962)
- Hud (1963)
- Szerelmi partraszállás (1964)
- Tenyésztési előleg (Advance to the Rear) (1964)
- Gyönyör (Rapture) (1965)
- Hotel (1967)
- Sohasem énekeltem az apámnak (1970)
- Válás előtt (1972)
- A jelölt (1972)
- A lakó (1976)
- A bensőséges idegen (1977)
- Joe Tynan megkísértése (1979)
- Isten hozta, Mr… (1979)
- Az elcserélt gyermek (1980)
- Szellemjárás (1981)

## Díjai
- Oscar-díj a legjobb férfi mellékszereplőnek (1963) Hud
- Arany Laurel-díj (1964) Hud
- Emmy-díj (Primetime) (1968) CBS Playhouse
- Oscar-díj a legjobb férfi mellékszereplőnek (1979) Isten hozta, Mr…
- Golden Globe-díj a legjobb férfi mellékszereplőnek (1980) Isten hozta, Mr…

## Fordítás
- Ez a szócikk részben vagy egészben  a   Melvyn Douglas című angol Wikipédia-szócikk ezen változatának fordításán alapul.  Az eredeti cikk szerkesztőit annak laptörténete sorolja fel. Ez a jelzés csupán a megfogalmazás eredetét és a szerzői jogokat jelzi, nem szolgál a cikkben szereplő információk forrásmegjelöléseként.